# 當皮埃爾的居伊
當皮埃爾的居伊（法語：Gui de Dampierre，約1226年—1305年3月7日），佛蘭德伯爵，1264年起兼任那慕爾侯爵。

## 家庭
1246年，居伊與貝蒂訥的瑪奧特結婚，兩人共有3子3女：
1. 羅貝爾（1249年—1322年），繼承佛蘭德
2. 若望（英语：John of Flanders）（約1250年—1292年）
3. 瑪格麗特（英语：Margaret of Flanders, Duchess of Brabant）（1251年—1285年）
4. 瑪麗（1253年—1297年）
5. 貝亞特麗絲（1253/54年—1296年）
6. 菲利普（1263年—1308年）

1265年，居伊與盧森堡的伊莎貝爾結婚，兩人共有2子2女：
1. 若望一世（—1330年），繼承那慕爾
2. 居伊（英语：Guy of Namur）（—1311年）
3. 貝亞特麗絲（—1307年），與沙蒂永的于格二世結婚
4. 瑪格麗特（—1331年），與海爾德的雷諾一世結婚